# Saison 2012-2013 du Borussia Dortmund
Maillots
Chronologie
Saison précédente Saison suivante
La saison 2012-2013 du Borussia Dortmund est la 104e du club. Il est impliqué dans trois compétitions : la Bundesliga, la DFB Pokal et la Ligue des champions. Le Borussia atteint la finale de Ligue des champions mais s'incline face au Bayern Munich.

## Saison
Le Borussia commence sa saison par une défaite en Supercoupe d'Allemagne face au rival du Bayern Munich. Le premier match de la saison oppose Dortmund au FC Oberneuland et se solde par une victoire. Le 25 août 2012, le BVB entame le championnat face au Werder Brême. En Ligue des champions, elle se retrouve dans le groupe du Real Madrid, de l'Ajax Amsterdam et de Manchester City et finit première et invaincue avec 14 points. En phase finale, Dortmund est auteur d'un beau parcours, éliminant le Chakhtar Donetsk et Málaga. En demi finale aller, l'attaquant Lewandowski réalise un quadruplé face aux merengues (victoire 4-1), et assure une qualification pour la finale malgré la défaite au match retour (2-0). En finale, les Borussen s'inclinent 2-1 contre les bavarois du Bayern Munich, ne parvenant pas à rééditer l'exploit de 1997.

## Statistiques

### Classement en championnat
mise à jour : 29 mai 2015
| Rang | Équipe                   | Pts | J  | G  | N  | P  | Bp | Bc | Diff |
| ---- | ------------------------ | --- | -- | -- | -- | -- | -- | -- | ---- |
| 1    | Bayern Munich C C1       | 91  | 34 | 29 | 4  | 1  | 98 | 18 | +80  |
| 2    | Borussia Dortmund T      | 66  | 34 | 19 | 9  | 6  | 81 | 42 | +39  |
| 3    | Bayer Leverkusen         | 65  | 34 | 19 | 8  | 7  | 65 | 39 | +26  |
| 4    | Schalke 04               | 55  | 34 | 16 | 7  | 11 | 58 | 50 | +8   |
| 5    | SC Fribourg              | 51  | 34 | 14 | 9  | 11 | 45 | 40 | +5   |
| 6    | Eintracht Francfort P    | 51  | 34 | 14 | 9  | 11 | 49 | 46 | +3   |
| 7    | Hambourg SV              | 48  | 34 | 14 | 6  | 14 | 42 | 53 | -11  |
| 8    | Borussia Mönchengladbach | 47  | 34 | 12 | 11 | 11 | 45 | 49 | -4   |
| 9    | Hanovre 96               | 45  | 34 | 13 | 6  | 15 | 60 | 62 | -2   |
| 10   | 1. FC Nuremberg          | 44  | 34 | 11 | 11 | 12 | 39 | 47 | -8   |
| 11   | VfL Wolfsbourg           | 43  | 34 | 10 | 13 | 11 | 47 | 52 | -5   |
| 12   | VfB Stuttgart            | 43  | 34 | 12 | 7  | 15 | 37 | 55 | -18  |
| 13   | 1.FSV Mayence 05         | 42  | 34 | 10 | 12 | 12 | 42 | 44 | -2   |
| 14   | Werder Brême             | 34  | 34 | 8  | 11 | 15 | 50 | 66 | -16  |
| 15   | Augsburg                 | 33  | 34 | 8  | 9  | 17 | 33 | 51 | -18  |
| 16   | 1899 Hoffenheim          | 31  | 34 | 8  | 7  | 19 | 42 | 67 | -25  |
| 17   | Fortuna Düsseldorf P     | 30  | 34 | 7  | 9  | 18 | 39 | 57 | -18  |
| 18   | Greuther Fürth P         | 21  | 34 | 4  | 9  | 21 | 26 | 60 | -34  |

Qualifications européennes
Ligue des champions 2013-2014
- 1er, 2e et 3e : phase de groupes
- 4e : tour de barrages pour non-champions

Ligue Europa 2013-2014
- C : phase de groupes
- 5e : tour de barrage
- 6e : 3e tour de qualification

Relégation
- 16e : barrages de relégation en 2. Bundesliga
- 17e et 18e : relégation en 2. Bundesliga

Abréviations
- T : Tenant du titre
- C : Vainqueur de la Coupe d'Allemagne 2012-2013
- P : Promus de 2. Bundesliga
- C1 : Vainqueur de la Ligue des champions de l'UEFA 2012-2013

### Parcours en coupe d'Europe

#### Phases de poules
| Rang | Équipe            | Pts | J | G | N | P | Bp | Bc | Diff |  | Résultats (▼ dom., ► ext.) | Drapeau de l'Allemagne | Drapeau de l'Espagne | Drapeau des Pays-Bas | Drapeau de l'Angleterre |
| ---- | ----------------- | --- | - | - | - | - | -- | -- | ---- |  | -------------------------- | ---------------------- | -------------------- | -------------------- | ----------------------- |
| 1    | Borussia Dortmund | 14  | 6 | 4 | 2 | 0 | 11 | 5  | +6   |  | Borussia Dortmund          |                        | 2-1                  | 1-0                  | 1-0                     |
| 2    | Real Madrid       | 11  | 6 | 3 | 2 | 1 | 15 | 9  | +6   |  | Real Madrid                | 2-2                    |                      | 4-1                  | 3-2                     |
| 3    | Ajax Amsterdam    | 4   | 6 | 1 | 1 | 4 | 8  | 16 | -8   |  | Ajax Amsterdam             | 1-4                    | 1-4                  |                      | 3-1                     |
| 4    | Manchester City   | 3   | 6 | 0 | 3 | 3 | 7  | 11 | -4   |  | Manchester City            | 1-1                    | 1-1                  | 2-2                  |                         |

### Meilleurs buteurs du club
Inclut uniquement les matches officiels.
| R | Pos | Nat | Nom                  | Bundesliga | DFB Pokal | Ligue des champions | Supercoupe | Total |
| - | --- | --- | -------------------- | ---------- | --------- | ------------------- | ---------- | ----- |
| 1 | ATT |     | Robert Lewandowski   | 24         | 1         | 10                  | 1          | 36    |
| 2 | MIL |     | Marco Reus           | 14         | 1         | 4                   | 0          | 19    |
| 3 | MIL |     | Mario Götze          | 10         | 4         | 2                   | 0          | 16    |
| 4 | MIL |     | Jakub Błaszczykowski | 11         | 2         | 1                   | 0          | 14    |
| 5 | ATT |     | Julian Schieber      | 3          | 1         | 1                   | 0          | 5     |
| 6 | MIL |     | İlkay Gündoğan       | 3          | 0         | 1                   | 0          | 4     |
| 7 | DEF |     | Neven Subotić        | 3          | 0         | 0                   | 0          | 3     |
| 7 | MIL |     | Ivan Perišić         | 2          | 1         | 0                   | 0          | 3     |
| 7 | DEF |     | Mats Hummels         | 1          | 1         | 1                   | 0          | 3     |
| 7 | MIL |     | Nuri Şahin           | 3          | 0         | 0                   | 0          | 3     |
| 7 | DEF |     | Felipe Santana       | 1          | 0         | 2                   | 0          | 3     |
| 8 | DEF |     | Kevin Großkreutz     | 2          | 0         | 0                   | 0          | 2     |
| 8 | DEF |     | Łukasz Piszczek      | 2          | 0         | 0                   | 0          | 2     |
| 8 | DEF |     | Marcel Schmelzer     | 0          | 1         | 1                   | 0          | 2     |
| 9 | MIL |     | Sven Bender          | 1          | 0         | 0                   | 0          | 1     |
| 9 | MIL |     | Leonardo Bittencourt | 1          | 0         | 0                   | 0          | 1     |
|   |     |     | Totaux               | 81         | 12        | 23                  | 1          | 117   |

## Transferts

### Arrivées
| Poste | Joueur               | En provenance de         | Montant   | Date | Source |
| ----- | -------------------- | ------------------------ | --------- | ---- | ------ |
| MIL   | Marco Reus           | Borussia Mönchengladbach | 17,5 M€   | Été  | [ 6 ]  |
| MIL   | Oliver Kirch         | 1.FC Kaiserslautern      | 400 000 € | Été  | [ 7 ]  |
| ATT   | Julian Schieber      | VfB Stuttgart            |           | Été  | [ 8 ]  |
| MIL   | Leonardo Bittencourt | Energie Cottbus          |           |      | [ 9 ]  |

### Départs
| Poste | Joueur            | Destination          | Montant | Date | Source |
| ----- | ----------------- | -------------------- | ------- | ---- | ------ |
| DEF   | Julian Koch       | MSV Duisburg         | Prêt    |      | [ 10 ] |
| MIL   | Florian Kringe    | FC Sankt Pauli       |         |      | [ 11 ] |
| MIL   | Antônio da Silva  | MSV Duisburg         |         |      |        |
| ATT   | Lucas Barrios     | Guangzhou Evergrande |         |      | [ 12 ] |
| MIL   | Shinji Kagawa     | Manchester United    |         |      | [ 13 ] |
| ATT   | Terrence Boyd     | Rapid Vienne         |         |      | [ 14 ] |
| GAR   | Johannes Focher   | SK Sturm Graz        |         |      | [ 15 ] |
| ATT   | Marco Stiepermann | Energie Cottbus      | Prêt    |      |        |
| DEF   | Lasse Sobiech     | FC Sankt Pauli       | Prêt    |      |        |
| ATT   | Daniel Ginczek    | VfL Bochum           | Prêt    |      |        |
| ATT   | Dimitar Rangelov  | Energie Cottbus      | Prêt    |      |        |

## Sponsors
- Puma